# Sociedade Alemã de Química

Logo da GDCh.

A Sociedade Alemã de Química (em alemão: Gesellschaft Deutscher Chemiker, ou GDCh) é uma organização profissional com sede em Frankfurt am Main, Alemanha, aberta a membros da academia, da indústria e de outras áreas. Foi fundada em 1949 e era aberta originalmente a químicos, possuindo uma longa tradição iniciada com sua predecessora, fundada em 1867 em Berlin. A partir da alteração de seu estatuto, em outubro de 2006, hoje qualquer interessado pode associar-se à GDCh, desde que esteja de acordo com os preceitos da sociedade e que tenha interesse em química como ciência. Seus sócios tem o dever de observar as normas de conduta da sociedade, admitindo a liberdade, tolerância e veracidade na Ciência. Atualmente a GDCh é a maior sociedade de químicos da Europa continental, possuindo mais de 28.000 associados (dados de 2009) dentre cientistas, profissionais liberais e da indústria, além de milhares de estudantes e jovens associados. 
Atualmente a GDCh está subdividida em 25 grupos de trabalho, grupos de pesquisa e seções. A tarefa da sociedade, como uma entidade sem fins lucrativos, é o fomento da química e dos químicos através de encontros, aperfeiçoamento profissional e edição de literatura técnica e científica. 
A GDCh edita e fornece mensalmente aos seus sócios o periódico Nachrichten aus der Chemie. Além disto, juntamente com a editora e parceira, a Wiley-VCH, a sociedade é também proprietária e co-proprietária de inúmeros periódicos com alto fator de impacto dedicados à química como, por exemplo, o Angewandte Chemie, European Journal of Inorganic Chemistry, European Journal of Organic Chemistry, ChemPhysChem, ChemBioChem, e ChemMedChem, dentre vários outros.
A Sociedade Alemã de Química, foi agraciada em 1999 com a Medalha Lavoisier (SCF).